# Blitz! Action Football
 (août 2020).
Si vous disposez d'ouvrages ou d'articles de référence ou si vous connaissez des sites web de qualité traitant du thème abordé ici, merci de compléter l'article en donnant les références utiles à sa vérifiabilité et en les liant à la section « Notes et références ».
Blitz! Action Football (souvent abrégé en Blitz!) est un jeu vidéo de football américain sorti en 1982 sur la console Vectrex.

## Ressource bibliographique
- TeleMatch (de), n°5/83, p. 52, noté 3/6
- (en) « Test de Blitz! - TV Gamer (juin 1983) »
- (en) « Electronic Games - Volume 02 Number 08 (1983-10) »